# Пинто, Андреина
Андреина дель Валле Пинто Перес (исп. Andreina Pinto Perez; род. 10 сентября 1991 года, Маракай, Венесуэла) — венесуэльская пловчиха.
Андреина дель Валле Пинто Перес представляла Венесуэлу в плавании на летних Олимпийских играх 2008 года а также на  Олимпиаде-2012 и чемпионатах мира по водным видам спорта 2007, 2009 и 2011 годов. Специализируется в плавании вольным стилем на  дистанциях 200, 400 и 800 метров, а также на дистанции 200 м баттерфляй и 400 м комплексное плавание.
Андреина дель Валле Пинто Перес стала восьмой в плавании на 800 метров вольным стилем на Олимпиаде-2012, став первой латиноамериканкой с 1968 года, прошедшей в финал в этой дисциплине. Она также стала девятой на марафонской дистанции 10 км Олимпиады-2008, когда впервые на летних Олимпиадах проводились соревнования в этой дисциплине.